# Jovsa
Jovsa (ungarisch Jósza) ist eine Gemeinde im Osten der Slowakei mit 858 Einwohnern (Stand 31. Dezember 2024), die zum Okres Michalovce, einem Teil des Košický kraj, gehört und in der traditionellen Landschaft Zemplín liegt.

## Geographie
Die Gemeinde befindet sich im Nordteil des Ostslowakischen Tieflands unterhalb des Vihorlatgebirges am Bach Jovsiansky potok, an der Nordostecke des Stausees Zemplínska šírava. Das Ortszentrum liegt auf einer Höhe von 134 m n.m. und ist 18 Kilometer von Michalovce entfernt.
Nachbargemeinden sind Valaškovce (Militärgelände) im Norden, Poruba pod Vihorlatom im Osten, Úbrež und Hnojné im Süden und Kusín im Westen.

## Geschichte

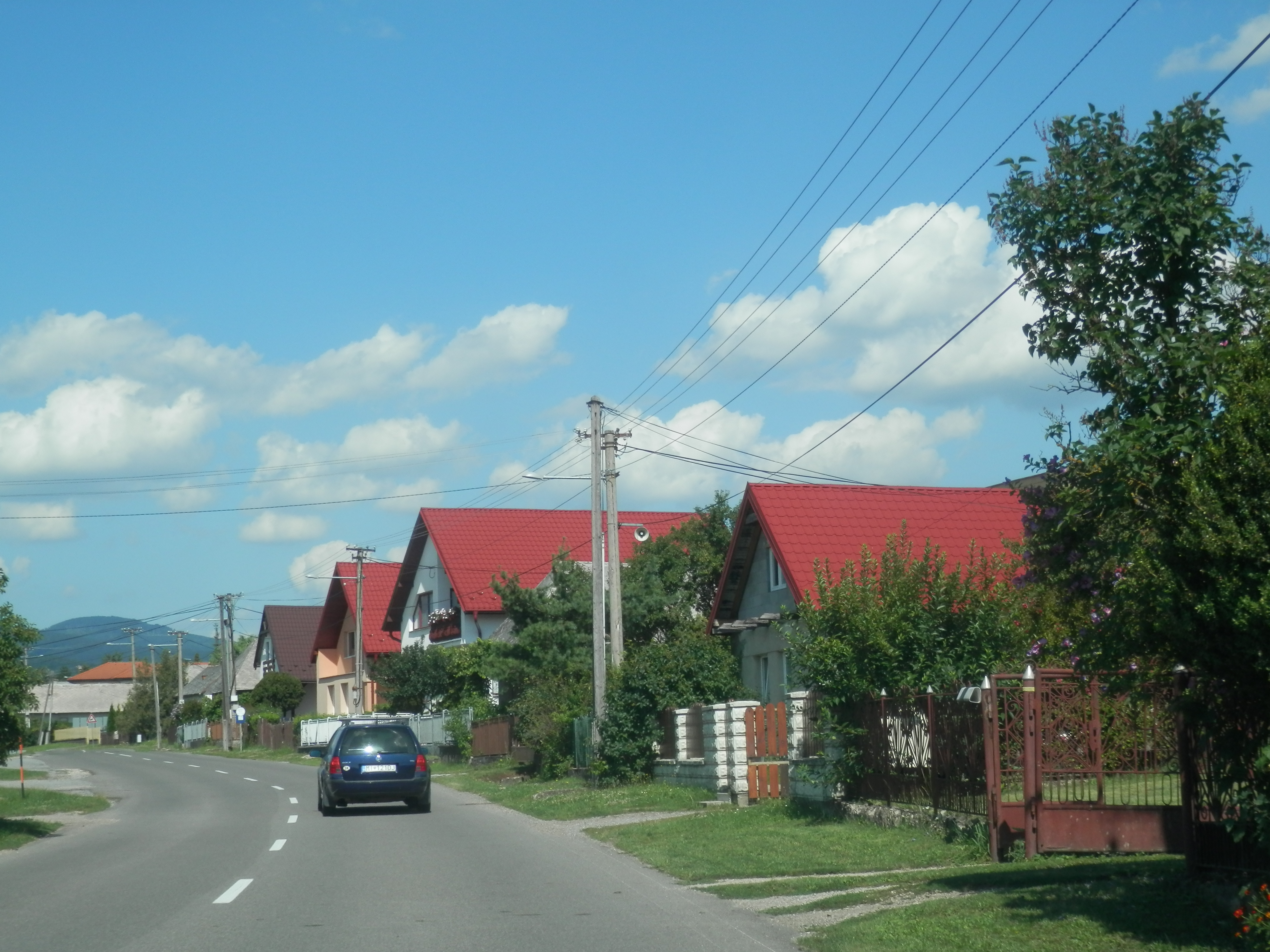
Straßenblick in Jovsa

Jovsa wurde zum ersten Mal 1418 als Joza schriftlich erwähnt und war Besitz der Adligen von Großmichel und Teil des Herrschaftsguts von Jasenov. 1427 war für den Ort keine Steuer fällig. 1599 standen in Jovsa 41 Untertanen-Häuser, 1715 dagegen gab es nur vier Haushalte, 1720 10 Haushalte und eine Mühle. 1828 zählte man 92 Häuser und 481 Einwohner, die als Landwirte beschäftigt waren, dazu gab es auch Weingärten.
Bis 1918/1919 gehörte der im Komitat Ung liegende Ort zum Königreich Ungarn und kam danach zur Tschechoslowakei beziehungsweise heute Slowakei. Bis zum Zweiten Weltkrieg war Jovsa ein Kurort, die Anlagen wurden aber in derselben Zeit in Brand gesetzt und nie wieder errichtet.

## Bevölkerung
| Jahr                | 1994 | 2004    | 2014    | 2024    |
| ------------------- | ---- | ------- | ------- | ------- |
| Anzahl der Personen | 834  | 836     | 800     | 858     |
| Unterschied         |      | +0,23 % | −4,30 % | +7,25 % |

| Jahr                | 2023 | 2024    |
| ------------------- | ---- | ------- |
| Anzahl der Personen | 845  | 858     |
| Unterschied         |      | +1,53 % |

Nach der Volkszählung 2011 wohnten in Jovsa 835 Einwohner, davon 783 Slowaken, 23 Roma, drei Ukrainer, zwei Tschechen und ein Kroate. 69 Einwohner machten keine Angabe zur Ethnie.
451 Einwohner bekannten sich zur griechisch-katholischen Kirche, 121 Einwohner zur römisch-katholischen Kirche, acht Einwohner zur orthodoxen Kirche, sieben Einwohner zur Evangelischen Kirche A. B, sechs Einwohner zur Pfingstbewegung, vier Einwohner zur reformierten Kirche und drei Einwohner zu den Zeugen Jehovas; sechs Einwohner bekannten sich zu einer anderen Konfession. 45 Einwohner waren konfessionslos und bei 184 Einwohnern wurde die Konfession nicht ermittelt.

## Bauwerke
- griechisch-katholische Kirche im klassizistischen Stil aus dem Jahr 1837